# 避風港 (電視劇)
《避風港》，又名《異天堂》，是美國與加拿大合拍的一部電視劇，粗略改編自史蒂芬·金的小說《The Colorado Kid》。本劇的故事發生在美國緬因州的虛構小鎮：港灣（Haven），那裡發生超自然現象事故案件，FBI探員奧黛莉·帕克被她的上司布萊恩·霍華探員派來深入調查，後來接連發生超自然現象事故，帕克便常駐港灣鎮並與納森·沃諾斯搭檔偵破案件，同時發現鎮民對發生的超自然現象見怪不怪，並稱其為『麻煩』，且會家族遺傳至下一代身上……。
本劇於2010年7月9日開始在Syfy上播出。2015年8月，Syfy在第五季後宣布取消本劇。

## 外部連結
- 官方网站
- 互联网电影数据库（IMDb）上《Haven》的资料（英文）